# Indice h
Indice h sau indicele Hirsch (în engleză h-index) este un număr care indică productivitatea și impactul citărilor pentru publicațiile științifice ale unui autor. De multe ori, indicele Hirsch este corelat cu cele mai bune performanțe în cercetarea științifică, precum câștigarea premiului Nobel sau deținerea unor poziții didactice și de cercetare la universitățile de top ale lumii. Indicele este bazat pe cele mai citate articole ale unui autor și numărul de citări care au fost realizate pentru alte publicații. Mai recent, indicele a fost aplicat și pentru a măsura productivitatea și impactul unor reviste științifice cât și pentru grupuri de oameni de știință, precum departamentele din cadrul unei universități. Indicele a fost sugerat în anul 2005 de către Jorge E. Hirsch (de unde provine și denumirea acestuia), un fizician la University of California, San Diego, ca instrument pentru a determina calitatea relativă a publicațiilor fizicienilor teoreticieni.